# اواله
اُواله (به لاتین: Ovala) یک منطقه مسکونی در جمهوری آذربایجان است که در شهرستان آستارا واقع شده است. اواله ۲۵۸ نفر جمعیت دارد.

## ریشه واژه
اُو در زبان تالشی به‌معنای آب و له به‌معنای ناحیه است و معنای کلی آن به‌صورت ناحیه کنار آب یا رود است.